# Deutsche Stiftung Sail Training
Die Deutsche Stiftung Sail Training (DSST) ist eine rechtsfähige Stiftung bürgerlichen Rechts mit Sitz in Bremerhaven. 

## Stiftungszweck
Gemäß Eintrag im Verzeichnis der rechtsfähigen Stiftungen bürgerlichen Rechts mit Sitz im Land Bremen ist der Stiftungszweck, "als gemeinnützige Einrichtung geeignete Segelschiffe und Landstützpunkte zu beschaffen, zu betreiben und instandzuhalten, um – bei bevorzugter Förderung Jugendlicher, unter fachkundiger Leitung Hochseesegeln im Rahmen traditioneller Seemannschaft zu betreiben". Mit dieser „Erziehung durch die See“ soll jungen Menschen die Möglichkeit gegeben werden, aktiv traditionelle Seemannschaft auf Traditionsschiffen zu lernen, Teil eines Teams zu sein, unter fordernden Verhältnissen auf andere Rücksicht zu nehmen, Verantwortung für sich selbst, für andere und für das Schiff zu übernehmen und Selbstdisziplin zu üben.
Diese Ziele sind auch unter dem Namen Sail Training bekannt und werden weltweit von verschiedenen, in der Organisation Sail Training International zusammengeschlossenen Institutionen, unterstützt.

## Geschichte
Schon 1984 wurde der gemeinnützige Verein Sail Training Association Germany (S.T.A.G.) gegründet, welcher ein Zusammenschluss von Personen, Institutionen und Schiffen ist, welche die Ziele des Sail Trainings unterstützen. Unter Federführung des damaligen S.T.A.G.-Vorsitzenden, Kapitän Manfred Hövener, wurde der Plan gefasst, einen Großsegler für Zwecke des Sail Trainings zu beschaffen.
Hierfür wurde 1986 die Deutsche Stiftung Sail Training gegründet und am 17. September 1986 ins Stiftungsregister eingetragen. Gründungsstifter waren neben der S.T.A.G. die damals noch eigenständige Bremer Brauerei Beck & Co. sowie das Bremerhavener Automobillogistikunternehmen E. H. Harms (heute Teil der BLG Logistics Group).
Ebenfalls 1986 erwarb die DSST ein ehemaliges Feuerschiff vom Bundesministerium für Verkehr über die Wasser- und Schifffahrtsdirektion Nordwest in Aurich. Dieses Schiff wurde unter großer Eigenleistung von Mitgliedern der S.T.A.G. bei den Motorenwerken Bremerhaven in eine Bark umgebaut und ging danach als Alexander von Humboldt in Fahrt.
Zu Beginn des 21. Jahrhunderts ergab sich die Notwendigkeit, ein Nachfolgeschiff für die Alexander von Humboldt zu konzipieren, da diese in absehbarer Zeit aus Altersgründen außer Dienst gestellt werden sollte. Infolgedessen wurde als Nachfolgeschiff die ebenfalls als Bark getakelte Alexander von Humboldt II in Auftrag gegeben und auf der Werft Brenn- und Verformtechnik Bremen GmbH in deren Betrieben Bremen-Vegesack und Bremerhaven erbaut. Am 24. September 2011 wurde die Alexander von Humboldt II in Bremerhaven getauft. Gleichzeitig fand die Jubiläumsveranstaltung zum 25-jährigen Bestehen der DSST statt.

## Gremien der Stiftung
Die Stiftung wird durch einen ehrenamtlichen Vorstand geleitet und durch einen Aufsichtsrat beaufsichtigt.
Mitglieder des Vorstands sind Jürgen Hinrichs (Sprecher des Vorstands), Wolfgang Arlt (Finanzen) und Jens Middendorf (Operatives Geschäft). Der Aufsichtsrat besteht aus je einem Vertreter der drei Stifter, einem Wirtschaftsprüfer sowie ggf. weiteren Mitgliedern. Aufsichtsratsvorsitzender ist Hillert Onnen, ehemaliger Finanzvorstand der BLG. Die Verwaltung der DSST, welche u. a. die Bereederung der Schiffe durchführt, hat ihren Sitz in Bremerhaven, wo sich auch der Heimat-Liegeplatz der Alexander von Humboldt II befindet.